# Томас Андерс
То́мас А́ндерс (нем. Thomas Anders; настоящее имя — Берндхант Кри́стофер (Бернд) Ва́йдунг (нем. Berndhant Christopher (Bernd) Weidung); род. 1 марта 1963, Мюнстермайфельд, ФРГ) — немецкий поп-певец, музыкант, композитор, автор песен и музыкальный продюсер.
Добился международной славы как солист евродиско-группы Modern Talking в сотрудничестве с Дитером Боленом. После каждого из распадов дуэта занимался сольной карьерой; в первый её период пользовался слабым успехом, но после второго распада Modern Talking стал более успешным сольным артистом. Удерживает звание самого продаваемого иностранного артиста в России.
Имеет в сольной дискографии 18 студийных альбомов, три из которых были записаны дуэтом с Флорианом Зильберайзеном.
За всю карьеру снято 26 музыкальных клипов.
Томас Андерс является автором двух книг: автобиографической «100% Андерс. Моя жизнь: правда о Modern Talking, Норе и Дитере Болене» (2015) и поваренная «Мои любимые рецепты» (2023).

## Биография
Бернд Вайдунг родился 1 марта 1963 года в городке Мюнстермайфельде (ФРГ), недалеко от Кобленца. У него есть старший брат Ахим и младшая сестра Таня-Кэтрин. В отличие от брата, Томас был достаточно спокойным мальчиком. Отец, Петер Вайдунг, был бургомистром и поощрял занятия сына музыкой. Именно поэтому Андерс прямо-таки бежал в музыкальную школу на уроки по фортепиано, в то время как в обычную — ходил без желания. Учился игре на гитаре. После окончания школы изучал германистику (немецкий язык и литература) и музыковедение в Майнце. В 1979 году стал победителем конкурса Radio Luxembourg.
В 1980 году вышел первый сингл артиста — «Judy». Продюсер счёл имя Бернд Вайдунг слишком труднопроизносимым и посоветовал певцу взять псевдоним Томас Андерс, с которым тот и вышел на большую сцену, а затем вписал в свой паспорт наряду с настоящим именем.
После выпуска сингла Томас Андерс вместе с другими молодыми исполнителями совершил пятнадцатидневное турне по Германии. В 1981 году состоялся дебют на телевидении в шоу Михаэла Шанца. В 1983 году, записывая кавер-версию на песню F. R. David, Андерс познакомился с начинающим продюсером и композитором Дитером Боленом. Затем последовало ещё несколько совместных работ на немецком языке, а также англоязычная композиция «Catch Me I’m Falling» (кавер-версия на песню австралийской группы Real Life), выпущенная в качестве проекта Headliner. Сингл «Wovon träumst du denn» достиг 16-го места в немецком хит-параде.

### Первый период Modern Talking
В октябре 1984 года Томас Андерс и Дитер Болен объединились в дуэт Modern Talking и выпустили сингл You’re My Heart, You’re My Soul, который стал номером один в Европе. Этот сингл продержался полгода в европейских списках популярности. За три последующих года Modern Talking записали 6 альбомов и 9 синглов, 5 из которых занимали первые места в хит-парадах. Дуэт продал более 60 миллионов звуконосителей, которые получили 40 «платиновых» и более 200 «золотых» наград. В 1987 Modern Talking прекратил своё существование в связи с истечением срока контракта и нежеланием обоих участников его продлевать. Андерс как «Томас Андерс шоу» отправился в мировое турне, имевшее большой успех.
После распада дуэта Томас сотрудничал с трио Man-X, поддерживавшим исполнителя во время мирового турне, и продюсировал, совместно с женой Норой (Nora Isabelle Balling), их синглы Waiting So Long и I Believe. В 1987 году певец посетил СССР, дав концерт под фонограмму (его гонорар составил 12 500 долларов). В 1988 году Андерс в соавторстве с Марком Кассандрой (Marc Cassandra) и под руководством продюсера Джека Уайта (Jack White), написал для известного исполнителя Энгельберта Хампердинка композицию I Can Never Let You Go, которая вошла в его альбом In Liebe.

### Начало сольной карьеры
В 1989 году Андерс выпустил свой первый сольный альбом Different, продюсером и звукорежиссёром которого выступил Гас Даджон (Gus Dudgeon), известный по работам с Дэвидом Боуи, Полом Маккартни и Элтоном Джоном.
В 1990 году Андерс (совместно с SBK Music Publishing) создал собственное музыкальное издательство Thomas Anders Music, которое в январе 2000 года при участии двух партнёров Андерса Кристиана Геллера и Гидо Карпа преобразовалось в музыкальное издательство KA.G.B Music GmbH, сотрудничающее с Sony/ATV Music Publishing (Germany) GmbH.
В 1991 году в Лондоне Андерс вместе с продюсерами Полом Магглетоном (Paul Muggleton) и Майком Паксманом (Mike Paxman), известными по работе с Nick Kamen, приступил к работе над вторым альбомом — Whispers, который был издан в Германии, Франции, Тайване, Корее, Южной Африке и других странах. Бэк-вокальные партии в альбоме были исполнены английской певицей Джуди Тцуке (Judie Tzuke). Первый сингл из этого альбома — «The Sweet Hello, The Sad Goodbye» — был подарен Андерсу дуэтом Roxette; второй сингл, «Can’t Give You Anything (But My Love)», был записан и на английском, и на испанском языках.
В 1992 году Андерс перешёл на звукозаписывающую компанию Polydor и записал в США альбом Down On Sunset с известными продюсерами — Christian de Walden (Аманда Лир) и Ralf Stemmann (Рикки Мартин). Одну из песен, вошедших в альбом, Томас Андерс спел дуэтом с Гленном Медейросом (Glenn Medeiros), известным своим кавером на «Nothing’s Gonna Change My Love For You». Down on Sunset открыл его так называемый «солнечный» период творчества (альбомы, написанные и спродюсированные одной и той же командой в период 1992—1994 гг.). Этот период характеризуется лёгкими, жизнерадостными песнями среднего темпа, балладами, широким использованием «живых» инструментов при записи. Альбом был выпущен фирмой Polydor, так как в конце 1991 года Андерс, недовольный низкой активностью по раскрутке его продукции, был вынужден уйти от фирмы East West, которая выпустила предыдущий диск певца Whispers.
Сам Томас Андерс принимал активное участие в написании песен, но под псевдонимом Chris Copperfield, который был указан среди авторов в буклете к альбому. В альбом вошли 11 песен, среди которых песня «Laughter In The Rain» — кавер-версия песни Нила Седаки, выпущенной в середине 1970-х годов. Ещё одна песня альбома, «Standing Alone», была записана Андерсом в дуэте с американским певцом Гленном Медейросом, исполнившим в 1987 году песню «Nothing’s Gonna Change My Love For You», ставшую популярной во всём мире. Идея их сотрудничества возникла после их случайного знакомства в Лос-Анджелесе. В итоге была записана песня, выпущенная впоследствии синглом к альбому и снят видеоклип.
В 1993 году Андерс приобрёл новый опыт, сыграв роль в шведском фильме «Стокгольмский марафон». Он также написал заглавную песню для этого фильма.
Для следующего альбома менеджер представил Томасу популярнейший хит семидесятых «When Will I See You Again» от The Three Degrees. Эта песня и возглавила новый альбом, дав ему своё имя. Музыканты решили пригласить её оригинальных исполнителей. Таким образом, к двадцатой годовщине песни Томас Андерс заново исполнил хит «When Will I See You Again» вместе с The Three Degrees. Этот краткосрочный проект перерос в дальнейшее сотрудничество. Андерс дал группе новое начало, написав несколько песен для их альбома «Out The Past Into The Future», снискавшего большую популярность. Ещё одна кавер-версия в альбоме — баллада «Midnight», в оригинале её исполнила Никка Коста в 1989 году. Песня «Marathon Of Life» была написана специально для эпизода «Стокгольмский марафон» сериала «Комиссар Мартин Бек», в котором Томас Андерс сыграл одну из ролей, что стало первым опытом певца в кино. Песня «Dance In Heaven» была написана Томасом после телефонного разговора с его престарелой американской поклонницей Этель, с которой он лично познакомился за несколько лет до этого. Во время телефонного разговора Этель была очень слаба, с трудом говорила, и после того как Андерс повесил трубку, он понял, что никогда больше не сможет с ней поговорить, после чего он написал эту песню. Первоначально планировалось в качестве первого сингла к альбому выпустить песню «Stay A Little Longer», написанную в декабре 1992 года и записанную в студии через месяц. Кроме основной альбомной версии были записаны два ремикса, и даже отпечатан тираж виниловых макси-синглов. Однако после достигнутой договорённости с трио «The Three Degrees» в качестве первого сингла была выбрана песня «When Will I See You Again».
В 1994 году Андерс выпустил в США альбом Barcos de cristal на испанском языке, предназначавшийся для латиноамериканского рынка. В Аргентине альбом занял верхнюю строчку хит-парада; Андерс также написал заглавную песню для аргентинского телесериала и композицию «Tal Vez» для Марты Санчес (Marta Sánchez), ставшую хитом номер один в Мексике.
Во время работы в США Томас Андерс встретил продюсера Питера Вольфа (Peter Wolf), известного по работе с Фрэнком Заппой, и в 1995 году они записали и издали альбом Souled. Souled был записан в период с мая по ноябрь 1994 года в Лос-Анджелесе в студии The Embassy. Материал значительно отличается от предыдущих работ Томаса Андерса и представляет собой «голубоглазый» соул (Blue-eyed soul). В этот период Андерс кардинально изменил имидж (впервые стрижётся очень коротко, носит чёрное) и музыкальный стиль, присущий предыдущим альбомам певца. Продюсером альбома стал Питер Вольф. Работа над альбомом шла очень напряжённо. Месяцы работы в студии истощили силы Андерса до степени обморока, в связи с чем его пришлось госпитализировать и прервать работу на некоторое время. Альбом включает в себя 11 песен, а также вступление и заключение. Тексты большинства песен написаны Иной Вольф. Каждая песня представляет собой тщательно раскрытую историю: о повзрослевших друзьях детства, когда молодой человек влюбляется в свою подругу («The Heat Between The Girls And The Boys»), о вине измены («Look At The Tears»), о смерти супруга («Road To Higher Love»), о расставании («South Of Love»), о тяжести вынужденной разлуки с любимым человеком («A Little Bit Of Lovin'»). Помимо этого в альбоме представлена кавер-версия хита британской группы The Beatles 1965 года «Michelle», а также две перепевки более современных исполнителей — «Never Knew Love Like This Before» от Стефани Миллс, выпущенная изначально в 1980 году, и «Feel For The Physical», спетая дуэтом с оригинальными исполнителями этой песни — The Pointer Sisters.
В 1996 году Томас Андерс, скрываясь под псевдонимом Phantomas, принял участие в одноимённом танцевальном проекте и вместе с продюсерами Рамоном Зенкером (Fragma), Андреасом Шнайдером (Kosmonova) и Олафом Дикманом (Aquagen), записав пару синглов: «Our House» (кавер на хит группы Madness) и «No Doubt About It».
Ещё один танцевальный проект, в котором принял участие Томас Андерс, назывался Chain Reaction. Единственный сингл «Every Word You Said» был издан в 1997 году в сотрудничестве с продюсером Акселем Брайтунгом (DJ Bobo). Несколько песен для этого проекта были написаны Дэвидом Брандесом (E-Rotic, Bad Boys Blue), но они так и не были изданы.
После успеха «Стокгольмского марафона» Томас сыграл в немецком фильме «Фантомная боль» (нем. Phantomschmerz) и исполнил песню для этого фильма.
Развиваясь как музыкант и творческая личность, Томас Андерс нашёл для себя дополнительный стимул в творчестве, исполняя джаз. В начале 1997 года он выпустил «живой» альбом, в котором исполнил известные джазовые стандарты. Андерс и раньше включал в сольные концерты джазовые номера, исполняя классические американские песни, такие как «Summer Wind», «Mack The Knife», «The Girl From Ipanema», «I Get A Kick Out Of You», «The Lady Is A Tramp», но впервые певец записал целый джазовый концерт и выпустил его в виде альбома. Аккомпанировал Томасу джаз-бэнд Лилли Торнтон в составе Meinhard Jenne, Klaus Koch, Roland Döringer, Volker Dorsch и Lilly Thornton. В альбом вошли песни из репертуара Фрэнка Синатры и Барри Манилоу. Альбом не поступал в широкую продажу, а распространялся только для членов фан-клуба певца.

### Второй период Modern Talking

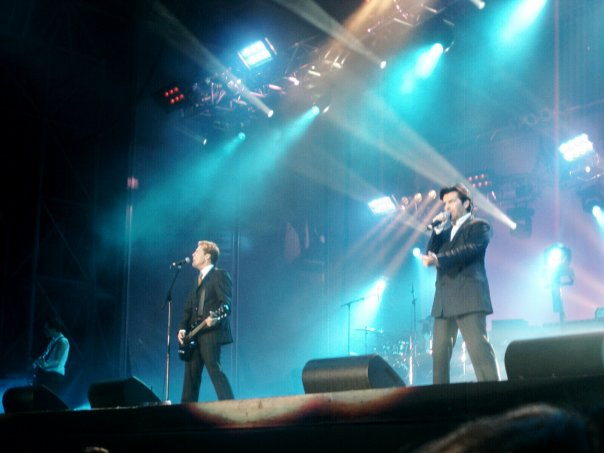
Modern Talking, 2003 год

Весной 1998 года произошло внезапное возрождение дуэта Modern Talking, распавшегося более чем за десять лет до того. Томас Андерс и Дитер Болен записали альбом ремиксов и старых хитов группы (Back For Good) и вместе отправились на концерт. Однако в 2003 году история дуэта вновь прекратилась.
Во время существования возрождённого Modern Talking Томас Андерс не оставлял работы и над проектами с другими звёздами, такими как No Angels, T-Seven (проект бывшей солистки популярного в середине 1990-х годов коллектива Mr. President), Marta Sanchez, Isabel Varell, It Girls, для которых он писал песни и участвовал в их продюсировании.
Личная жизнь певца также не стояла на месте — после сделанного на Рождество в 1999 году предложения, 15 июля 2000 года в Штромбурге Томас Андерс сочетался браком с Клаудией Хесс (Claudia Hess). Через два года Андерс стал отцом — 27 июня 2002 года у него родился ребёнок Александр Мик Вайдунг.

### Продолжение сольной карьеры
31 мая и 1 июня 2003 года Томас Андерс впервые дал несколько концертов в США (Атлантик-Сити, Нью-Джерси и Чикаго), а в сентябре 2003 года совместно с группой Scorpions отыграл грандиозный концерт в Москве на Красной площади.
В 2004 году вышел 7-й по счёту сольный альбом Андерса This time, который принёс ему самые высокие места в чартах за всю историю сольной карьеры. С первым синглом «Independent Girl» Томас Андерс мгновенно занял 17-е место в хит-параде Германии и 6-е — в России. Записывая альбом, Андерс привлёк к сотрудничеству международную продюсерскую команду, до этого работавшую с Бритни Спирс.
Томас Андерс написал официальный гимн для ледового балета «Holiday On Ice», занесённого в Книгу рекордов Гиннеса. Баллада Томаса «Just Dream» стала главной музыкальной темой двух программ — «Фантазия» и «Алмазные мечты», которые были включены в «Турне мечты 2004—2005».
16 и 17 апреля 2005 года Томас Андерс дал ещё два концерта в США (в Нью-Йорке и Чикаго), а с 27 по 29 октября 2006 года — ещё три: в Чикаго, Ирвингтоне (Нью-Джерси) и Новой Британии.
В марте 2006 года Андерс осуществил свою давнюю мечту и записал акустический альбом в оркестровом сопровождении, пригласив для этой цели Варшавский симфонический оркестр и Оркестр киностудии UFA в Бабельсберге. В альбоме Songs Forever, продюсером которого выступил Петер Рис (N’Sync), были собраны самые популярные композиции 1980 годов, аранжированные заново в стиле «свинг». В апреле увидел свет сборник The DVD Collection, вышедший по стопам Songs Forever; в этот DVD вошли двадцать видеозаписей Томаса Андерса, снятые за всю его творческую карьеру.
На конкурсах Евровидение 2004 и Евровидение 2009 Андерс объявлял голоса от Германии.
В марте 2010 года вышел альбом Strong, записанный специально для российского рынка. Диск стал первым опытом сотрудничества Томаса Андерса с российской командой продюсерского центра Good Taste Music. Перед выпуском диска было проведено маркетинговое исследование, которое показало, что поклонники певца ждут от него возвращения к мелодичной поп-музыке. Именно в таком стиле и был сделан новый альбом. Strong дебютировал на 2-м месте российского чарта, уступив первую строчку альбому Сергея Лазарева Electric Touch, и на четвёртой неделе продаж стал «золотым». Общий тираж альбома в России превысил 1 млн экземпляров, и в итоге он стал трижды платиновым, став самым успешным в сольной карьере певца. Для продвижения альбома были сняты видеоклипы, сделаны ремиксы и выпущены синглы для основных хитов альбома — «Why do you cry?» и «Stay with me». Все песни для Strong были написаны российским композитором Сергеем Ревтовым, видеоклипы были сняты студией Павла Худякова, работающей с американскими поп-звёздами. Клип на второй хит из альбома, «Stay with me», снимался в Москве и Лондоне. По словам исполнителя, это скорее кино-блокбастер, где он выступил в роли секретного суперагента. Сингл «Why do you crу?» занимал первые места в хит-парадах 14 российских радиостанций. Для этого проекта продюсер альбома Владимир Ничипорук привлёк несколько известных диджеев, включая итальянца Danny Verde, которые представили публике свои версии основных хитов из альбома. Было выпущено три разных версии альбома — трёх-дисковое Deluxe edition, включая диск с 15 ремиксами и бонусный DVD-диск с видео «Why do you cry?», оригинальное издание с тремя ранее неизданными ремиксами и специальное лимитированное издание компании «Oriflame» с эксклюзивным треком «I Miss you» и новой аранжировкой для «Suddenly». Для популяризации нового альбома в течение 2010—2012 годов Томас Андерс представил в России свой новый Strong Tour, посетив с концертами более двадцати российских городов. После записи материала для Strong осталось несколько невыпущенных треков.
В интервью в апреле 2011 года Томас Андерс заявил о скором выходе в свет сингла и нового альбома. Этот альбом стал дуэтом с известным немецким музыкантом Уве Фаренкрогом, первый сингл «Gigolo» вышел 27 мая 2011 года; альбом Two — 10 июня 2011 года. Название дуэта — «Anders|Fahrenkrog». В альбом TWO вошли две песни из российского издания Strong — «Why do you cry?» и «I miss you», в новых, ранее не представленных аранжировках.
В сентябре 2011 года вышел цифровой релиз альбома Strong в Европе, который содержит 5 ранее неизданных песен. В том же месяце свет увидела автобиографическая книга Андерса «In 100 Anders». В ноябре Нора Баллинг подала в суд на Андерса за обидные реплики в её адрес, содержащиеся в книге, и выиграла дело. Суд призвал Томаса Андерса удалить эти обидные цитаты или (в случае отказа) выплатить 100 тыс. евро; он выбрал и то и другое.
8 февраля 2012 года вышла песня «No ordinary love» — дуэт Томаса Андерса и украинской певицы Камалии, премьера прошла на Ukrainian Music Awards (YUNA). Песню написал Уве Фаренкрог.

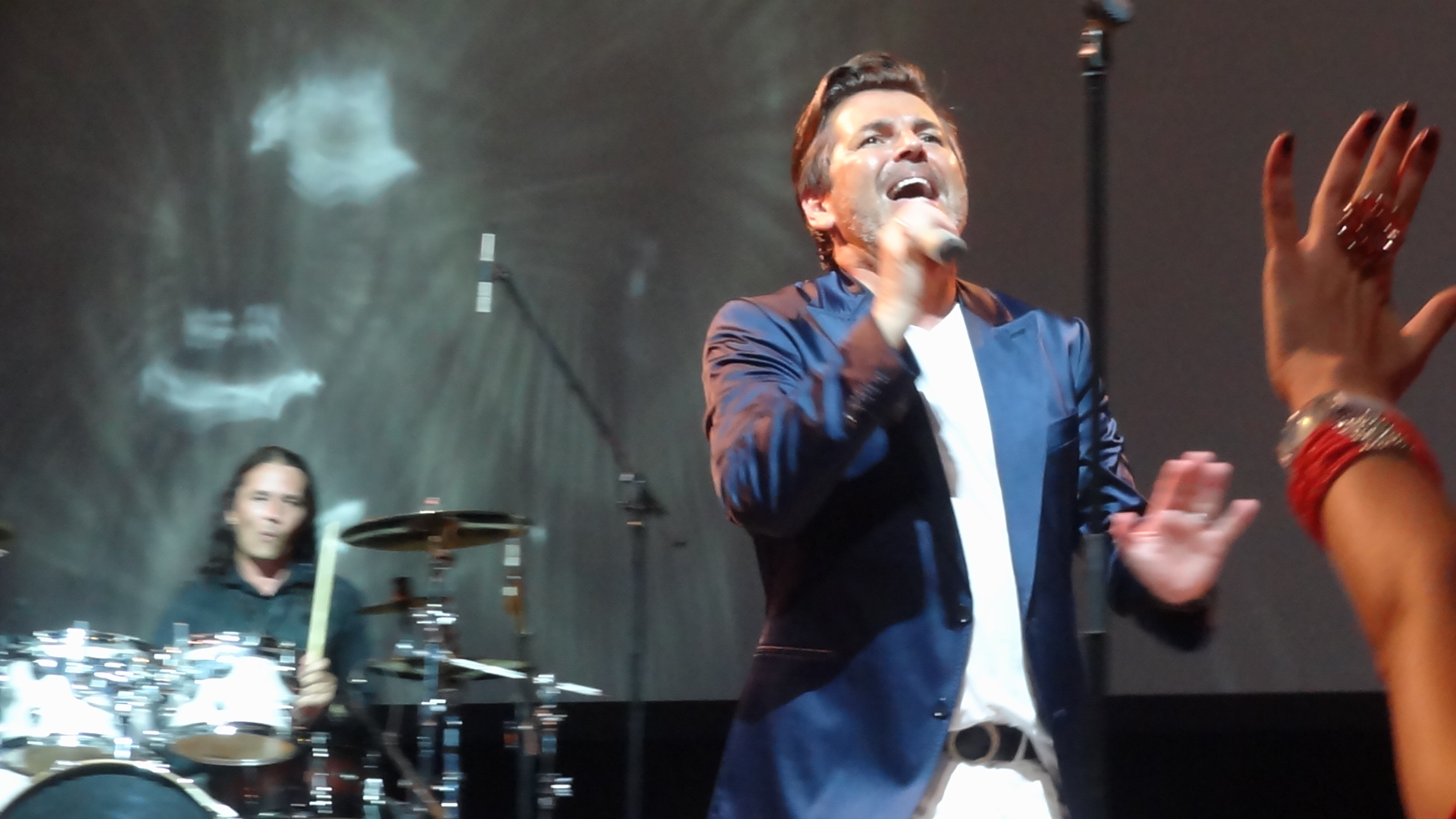
Томас Андерс в Сочи, 2014 год

В марте Томас Андерс получил «Платиновую награду» за продажи альбома Strong, на награждении он сообщил, что уже работает над новым альбомом, который выйдет в ноябре. Уве Фаренкрог в записи не участвовал, название альбома — Christmas for You, в нём 14 песен. Релиз состоялся 16 ноября 2012 года. Однако популярности двух своих предшественников он не достиг, стартовав на 99-м месте немецких чартов.
В 2013 году Томас выпустил сингл «We Are One», записанный дуэтом с персидским певцом Омидом. Песня наполовину на английском, наполовину на фарси. На песню также был снят клип, визуализирующий смысл текста.
В апреле 2014 года Андерс объявил о скором выходе нового сингла, а также о том, что осенью выйдет его новый альбом, но в итоге всё ограничилось синглом «Everybody Wants to Rule The World». В том же году вышла трёхдисковая компиляция «The Love In Me», которая содержит ранее неизданную песню предположительно 1992 года «Promised Land». В апреле 2015 года в интервью Томас упомянул, что релиз его альбома перенесён на сентябрь.
8 августа 2015 года Томас Андерс выступил с сольным концертом в Йошкар-Оле на празднике, посвящённом дню города. Часовое выступление Андерса завершилось праздничным салютом. Песню «You’re My Heart, You’re My Soul» он исполнил под гитару и посвятил Йошкар-Оле. В октябре вышли две песни с оперной певицей из Бостона Деборой Сассон (Deborah Sasson) — перепевки из мюзиклов «The Beauty and the Beast» и «True Love». В том же году Томас Андерс дал два успешных концерта в США — в Лос-Анджелесе и Нью-Йорке.
В 2016 году началось сотрудничество с немецким продюсером Кристианом Геллером. 27 мая 2016 года вышел новый студийный альбом History, который состоит из 13 перезаписанных хитов дуэта и двух новых песен — «Lunatic» и «Take the Chance». «Lunatic» была выпущена как сингл и записана по структуре песен «Modern Talking» и с бэк-вокалом, хорошо попавшим в звучание Дитера Болена. 10 июня 2016 года в Москве в «Крокус Сити Холл» прошёл концерт, трансляция которого велась в прямом эфире на радиостанции «Ретро-FM».
7 апреля 2017 года состоялся выход ещё одного студийного альбома Pures Leben, на этот раз полностью из новых песен и впервые на немецком языке (до этого у Томаса Андерса на немецком языке выходили только синглы, ещё до участия в Modern Talking). 25 февраля вышел клип на сингл «Der Beste Tag Meines Lebens», который оказался заглавным. В чартах Германии альбом занял 14 место, вызвав приятное удивление у самого Андерса, который уже давно привык, что его популярность за рубежом гораздо выше, чем в родной Германии.
В мае 2018 года стало известно, что Томас Андерс станет судьёй в возрождённом немецком X-Факторе.
8 июня вышел новый сингл «Das Leben ist jetzt», который стал первым из грядущего нового альбома Ewig Mit Dir, запланированного на ноябрь. Альбом Ewig Mit Dir вышел в свет 19 октября и так же, как и предыдущая его работа, был исполнен на немецком языке. Этот альбом был очень тепло встречен поклонниками певца. В альбом вошёл совместный трек с Флорианом Зильберайзеном, немецким певцом и ведущим Sie sagte doch sie liebt mich, который закрепил популярность нового альбома и популярность Томаса Андерса в Германии. На песню вышел клип, в котором принял участие немецкий певец Матиас Райм и EP с ремиксами.
В ноябре 2019 года вышел второй совместный сингл с Флорианом Зильберайзеном — «Sie hat es wieder getan». Этот трек стал не менее популярным, чем их первый совместный сингл. Дуэт закрепил его успех многочисленными выступлениями на немецких шоу.
В мае 2020 года вышел третий совместный трек и клип Андерса и Зильберайзена «Versuch’s nochmal mit mir», а в июне — совместный альбом Das Album, включающий 17 новых треков. Этот альбом впервые за всю сольную карьеру Андерса взлетел на первое место в немецких чартах. В октябре вышло зимнее переиздание альбома, которое состояло из двух дисков: оригинального Das Album и второго совместного альбома Андерса Томаса и Флориана Зильберайзена, сделанного в жанре рождественской музыки.
Звукозаписывающая компания Sony Music Entertainment Germany GmbH в конце мая выпустила сборник песен Томаса Андерса, состоящий из трёх CD. В сборник вошли треки Modern Talking, ранние немецкоязычные песни и песни из других сольных альбомов. Также в 2020 году Андерс должен был дать новый тур по российским городам, но из-за коронавирусной инфекции COVID-19 тур был перенесён на 2021 год. Перенесены были и выступления с Флорианом Зильберайзеном в поддержку нового совместного альбома, фан-пати и концерты в других странах. По словам Андерса, он и его семья чувствовали себя хорошо. Певец проводил много времени с женой и сыном, а также готовил к выходу ещё два сольных альбома. Предполагалось, что один альбом будет снова на немецком языке (уже четвёртый по счёту), а другой — на английском.
25 декабря 2020 вышел сингл «Cosmic Rider», первый из предстоящего англоязычного альбома Cosmic, релиз которого состоялся 26 марта 2021 года. В тот же день был представлен клип на сингл. Позже в качестве промо-синглов были выпущены песни «Undercover Lover» и «Modern Talking (Connect the Nation)», причём последняя рассказывает вовсе не о дуэте Андерса и Болена, а о связи людей всего мира по социальным сетям.
В марте 2021 Томас принял участие в немецкой версии шоу The Masked Singer (Маска) в образе Черепахи-пирата. В числе исполненных им песен был старый хит Элтона Джона «I’m Still Standing» и относительно недавний сингл группы Coldplay «Adventure of a Lifetime».
В марте 2023 года в честь своего 60-летия артист выпустил сингл «The Journey of Life», в котором рассказывается о пути певца к славе.
На 22 октября 2023 года был запланирован выход дуэтного альбома Томаса Андерса и Флориана Зильберайзена «Nochmal!», но за несколько недель он был перенесен на январь 2024 года. Вместо него 20 октября был выпущен мини-альбом «Alles funkelt! Alles glitzert!», в который вошло четыре трека: ранее выпущенные «Wir tun es nochmal» и «Alles wird gut», заглавный «Alles funkelt! Alles glitzert!», а так же новую композицию «Neonfarbenwelt».
В декабре 2023 года стало известно, что выход альбома «Nochmal!» переносится на октябрь 2024 года по неизвестным причинам, но в итоге дело снова затянулось. В ноябре была наконец объявлена окончательная дата релиза: 27 декабря 2024 года, а также представлена обложка. Успех предыдущего дуэта певцов он повторил лишь отчасти: в Германии альбом вновь взлетел на первое место в чартах, но в Швейцарии в этот раз занял третье, а в Австрии не попал.

### Серия альбомов Thomas Anders Sings Modern Talking
В конце 2024 года певец объявил о том, что в 2025 в честь 40-летия Modern Talking будут выпущены 6 первых альбомов дуэта с новыми заново записанными версиями песен. В каждом альбоме помимо старых композиций в новой обработке будут присутствовать по две совершенно новые песни Томаса. Сингл с первого перезаписанного альбома Modern Talking в исполнении Андерса «You're My Heart, You're My Soul (Thomas' Version)» вышел 10 января 2025 года. Сам альбом … Sings Modern Talking: The 1st Album вышел 7 марта.
Второй альбом Modern Talking в исполнении Андерса …Sings Modern Talking: Let's Talk About Love вышел 2 мая. Ему предшествовали синглы «Cheri Cheri Lady (Thomas' Version)» и «With A Little Love (Thomas' Version)». В день своего выхода альбом попал на 6 место в немецких чартах, однако спустя неделю поднялся на 5 место.
23 мая вышел первый сингл с …Sings Modern Talking: Ready For Romance «Brother Louie (Thomas' Version)».
6 июня был выпущен сингл «Atlantis Is Calling (S.O.S. for Love) (Thomas' Version)», а через 2 недели и третий альбом Modern Talking в исполнении Томаса — Sings Modern Talking: Ready for Romance, который мгновенно взлетел на 1 место в официальных немецких чартах.
8 августа выпущен сингл «Cherokee Highway» снова с темой Sings Modern Talking.

## Личная жизнь
- Первая жена (1984—1999) — Нора Баллинг[12]
- Вторая жена (2000—н.в.) — Клаудия Хесс
  - Сын Александр Мик (род. 2002)

## Дискография
- Основная статья: Дискография Томаса Андерса

### Студийные альбомы

#### Сольные
| Дата выпуска    | Название                                                                                    |
| --------------- | ------------------------------------------------------------------------------------------- |
| 29 августа 1989 | Different                                                                                   |
| 17 мая 1991     | Whispers                                                                                    |
| 1 сентября 1992 | Down On Sunset                                                                              |
| 23 июня 1993    | When Will I See You Again                                                                   |
| 19 апреля 1994  | Barcos de cristal (#1 Аргентина)                                                            |
| 7 апреля 1995   | Souled                                                                                      |
| 23 февраля 2004 | This time (#14 Германия, #20 Эстония, #62 Венгрия)                                          |
| 3 марта 2006    | Songs Forever (#41 Германия)                                                                |
| 7 февраля 2010  | Strong (#2 Россия)                                                                          |
| 16 ноября 2012  | Christmas for You (#99 Германия)                                                            |
| 27 мая 2016     | History (#42 Германия)                                                                      |
| 7 апреля 2017   | Pures Leben (#14 Германия, #53 Австрия, #88 Швейцария)                                      |
| 19 октября 2018 | Ewig Mit Dir (#12 Германия)                                                                 |
| 26 марта 2021   | Cosmic (#12 iTunes)                                                                         |
| 7 марта 2025    | ...Sings Modern Talking: The 1st Album (#5 Германия, #11 Австрия, #54 Швейцария, #2 iTunes) |
| 2 мая 2025      | …Sings Modern Talking: Let's Talk About Love (#2 Германия)                                  |
| 20 июня 2025    | ...Sings Modern Talking: Ready for Romance (#1 Германия)                                    |
| 8 августа 2025  | ...Sings Modern Talking: In The Middle Of Nowhere                                           |

#### С Флорианом Зильберайзеном
| Дата выпуска    | Название                                          |
| --------------- | ------------------------------------------------- |
| 5 июня 2020     | Das Album (#1 Германия, #1 Швейцария, #1 Австрия) |
| 16 октября 2020 | Das Album Winter Edition                          |
| 20 октября 2023 | Alles funkelt! Alles glitzert! (EP)               |
| 27 декабря 2024 | Nochmal!! (#1 Германия, #3 Швейцария)             |

### Проект Anders I Fahrenkrog
| Дата выпуска | Название                                                   |
| ------------ | ---------------------------------------------------------- |
| 10 июня 2011 | Two (#11 Германия, #85 Швейцария, #17 Россия, #71 Австрия) |